# Conferenza di Juba
La conferenza di Juba fu un incontro del giugno 1947 a cui parteciparono delegati britannici e sudanesi nella città di Juba, allora capoluogo della provincia dell'Equatoria, nel Sud Sudan (e oggi capitale nazionale di quest'ultimo).
Il Regno Unito organizzò la conferenza al fine di unire il Sudan settentrionale e meridionale in un'unica entità politica. Fino ad allora, i due settori erano essenzialmente trattati dagli inglesi come due colonie separate a causa delle differenze etniche, religiose e culturali. Il Nord Sudan era fortemente arabizzato e aveva un'infrastruttura politica ed economica abbastanza ben strutturata. I settentrionali praticavano l'Islam ed erano relativamente istruiti. Il Sud Sudan era principalmente composto da varie tribù nilotiche che praticavano un misto di credenze cristiane e tradizionali. Economicamente, non possedeva l'organizzazione del Sudan settentrionale.
Durante la conferenza di Juba si giunse alla conclusione che il Sudan settentrionale e meridionale dovessero costituire uno stato unitario, con un'assemblea legislativa a rappresentare l'intera colonia. Tuttavia, i rappresentanti del Sudan meridionale avevano diverse riserve sulle risoluzioni, soprattutto perché si trovavano in una posizione inferiore per la mancanza di istruzione ed esperienza politica.
Le loro preoccupazioni si concretizzarono quando 800 ruoli amministrativi furono liberati dagli inglesi in preparazione dell autogoverno sudanese; solo quattro delle cariche governative andarono ai meridionali. Nelle discussioni per determinare il futuro del moderno stato del Sudan, le province del sud sono state in gran parte escluse dal processo politico.
Questa disparità ha portato ad una prima guerra civile, tra il 1955 ed il 1972 e successivamente ad una seconda, dal 1983 al 2005. Nel 2011 le province del sud raggiungono l'indipendenza, dando vita alla Repubblica del Sud Sudan.